# María Teresa Solá
María Teresa Solá Franco (Guayaquil, 21 de enero de 1918- Ibídem, 19 de diciembre de 2005) fue una intelectual y educadora ecuatoriana.

## Biografía
Nació el 21 de enero de 1918 en Guayaquil, provincia de Guayas. Realizó sus estudios secundarios en los colegios San José de Cluny y La Presentación de Madrid, donde en ese entonces vivía. De regreso a Ecuador finalizó su educación secundaria en el Colegio Nacional Guayaquil, en el que luego laboró como profesora de lógica.
En 1959 fue nombrada rectora del Colegio Nacional Guayaquil por el presidente Camilo Ponce Enríquez. Posteriormente fundó y fue rectora del colegio Liceo Panamericano.
Por sus méritos en el área educativa fue designada concejala de Guayaquil en 1964 y 1969, encargándosele en ambas ocasiones las comisiones de Parques, Biblioteca, Museos y Educación Municipal.